# Вспомогательный глагол
Вспомога́тельный глаго́л — это глагол, функцией которого является передача дополнительной грамматической и семантической информации в сочетании со смысловым глаголом. При этом вспомогательный глагол полностью или частично утрачивает своё основное лексическое значение. Вспомогательные глаголы участвуют в образовании различных видо-временных и залоговых форм. Обычно вспомогательные глаголы не образуют отдельного класса, а представляют собой обычные глаголы, употреблённые не в основном значении. В индоевропейских языках это чаще всего глаголы «быть» и «иметь».
Основная часть вспомогательных глаголов сохраняет форму самостоятельного слова и способность к словоизменению по категориям глагола. С основными глаголами они сочетаются с помощью аффиксов, деепричастий и причастий. От вспомогательных глаголов, в свою очередь, образуются вторичные глаголы, выполняющие функции вспомогательных. Их особенностью является способность входить в контакт как с разными формами глагола, так и с именами, например: келген еді «приходил», букв. «пришедший + был»; келер еді «пришел бы», букв. «тот, кто придёт + был»; инженер екен «он, оказывается, инженер», букв. «инженер + вероятно, является»; инженер емес «он не инженер», букв. «инженер + не является».
Близки к вспомогательным модальные глаголы, которые изменяют наклонение смыслового глагола.
В английском языке вспомогательными глаголами служат have (иметь), do (делать) и be (быть), а также их формы.
В русском языке с помощью вспомогательного глагола быть образуются формы будущего времени от глаголов несовершенного вида. Пример: Я буду писать.
В казахском языке около 30 вспомогательных глаголов. Например: «кел» (барып кел), «кет» (келіп кет), «ал» (қарап ал) и другие.
В тайском и лаосском языке вспомогательные глаголы называются викатикилинья (лао.ວິກະຕິກິລິຍາ).

## Вспомогательные глаголы в немецком языке
В немецком языке вспомогательные глаголы haben (иметь) и sein (быть) используются для образования прошедших времён (Perfekt и Plusquamperfekt):
- Ich habe das Buch gelesen. — Я прочитал эту книгу (Perfekt).
- Ich hatte davon nicht gewusst! — Я об этом не знал (Plusquamperfekt).
- Ich bin nicht hingegangen. — Я туда не ходил (Perfekt).
- Ich war dort noch nie gewesen. — Я там ещё никогда не был (Plusquamperfekt).

Глагол sein используется также при формировании модальных конструкций с предлогом zu:
- Das Buch ist zu empfehlen. — Книга рекомендована (к прочтению).
- Diese Aufgabe ist bis morgen zu erledigen! — Это задание сделать до завтра!

Вспомогательный глагол werden (стать, становиться) используется для образования простого будущего времени (Futur I) и страдательного залога (Passiv), а также для образования сослагательного наклонения (Konjunktiv) других глаголов:
- Ich werde das Buch lesen — Я буду читать эту книгу (Indikativ Futur I Aktiv).
- Ich würde das Buch lesen — Я бы почитал эту книгу (Konjunktiv II Futur I Aktiv, Konditional(is)).
- Das Buch wurde noch nicht gelesen — Книга ещё не читалась (Passiv).

В более сложных случаях несколько вспомогательных глаголов могут употребляться одновременно. Например, в прошедшем будущем времени (Futur II) или при использовании страдательного залога (Passiv) с прошедшим или простым будущем временем (Futur I):
- Morgen werde ich das Buch gelesen haben! — Завтра я прочитаю эту книгу (Futur II).
- Das Buch wird bald gelesen werden — Скоро эта книга будет прочитана (Futur I Passiv).
- Das Buch ist immer noch nicht gelesen worden! — Книга ещё не прочитана до сих пор! (Perfekt Passiv).
- Das Buch war immer noch nicht gelesen worden — Книга была до сих пор не прочитана (Plusquamperfekt Passiv).
- Das Buch wird bald gelesen worden sein — Скоро эта книга будет прочитана (Futur II Passiv).

В разговорной речи в качестве вспомогательного глагола для описания продолжительного действия в настоящем времени иногда употребляется глагол tun (делать), а глагол sein используется в отличной от стандартных правил форме для образования прошедшего или будущего времени:
- Tust du noch rauchen? — Ты ещё куришь? (вместо: Rauchst du noch?)
- Schlafen tu’ ich nicht mehr — Я уже не сплю (вместо: Ich schlafe nicht mehr).
- Ich bin mal duschen — Я буду (пойду) сейчас принимать душ (вместо: Ich werde duschen).